# 小山田弥太郎
小山田 弥太郎（おやまだ やたろう）は、室町時代後期・戦国時代の武将。甲斐国都留郡の国衆。『甲州郡内小山田家系図』に拠れば郡内小山田氏の14代当主。諱は「信隆」とされるが確証はない。

## 略歴
先代の信長からの代替わりの時期は不明であるが、仮名「弥太郎」を名乗っていることから若年での継承であったと考えられている。
甲斐国では守護・武田信昌の子である信縄と油川信恵・岩手縄美間で抗争があり、明応8年（1499年）には和睦が成立したものの、永正2年（1505年）に信昌が、永正4年（1507年）、信縄が病死すると抗争は再燃。永正5年（1508年）に家督を継承した信縄の嫡男・信直（後の信虎）と叔父・油川信恵・岩手縄美兄弟との間で家督争いが起こると、弥太郎は信恵方に与した。これは、弥太郎の叔母が信恵・縄美兄弟の生母であった（『甲州郡内小山田家系図』）ことが背景にあると考えられている。
同年10月4日、勝山合戦において信恵方は信直に大敗し、信恵・縄美ともに戦死した。弥太郎はこれに対して国中へ出兵するが、同年12月5日に信直に敗北し、戦死した（『勝山記』）。弥太郎の享年は不明であるが、仮名のまま死去していることから、若年であったと考えられている。
弥太郎の戦死により、郡内小山田氏では一門・境小山田氏の小山田平三（弾正）が伊豆国韮山の伊勢宗瑞（北条早雲）のもとへ亡命した。
『菊隠録』に拠れば、永正17年（1513年）12月5日に広厳院（山梨県笛吹市一宮町金沢）において、子息（越中守信有）とみられる人物により十三回忌仏事が行われている。
『甲州郡内小山田家系図』では法名を「徹山（てつざん）」とするが、永昌院二世・菊隠瑞潭の語録『菊隠録』に拠れば法名は「義山」であり、誤りであることが指摘されている。なお、『甲州郡内小山田家系図』では「儀山」を弥太郎の曽祖父・信実としている。